# Кузнецов, Александр Назарович
Александр Назарович Кузнецо́в (1877—1946) — советский химик, металлург, металловед, один из организаторов алюминиевой промышленности в СССР.

## Биография
Родился 18 (30 ноября) 1877 года в посёлке Нижнесалдинский завод (ныне Нижняя Салда, Свердловская область).
Окончил Петербургский горный институт (1900); работал там же на кафедре металлургии (с 1919 профессор). Одновременно с 1902 года преподавал в Политехническом институте.
Во время Первой мировой войны разработал и испытал на себе противогазы, организовал их производство для русской армии на «Первом русском противогазовом заводе» в Усть-Славянке под Петербургом.
В 1915—1916 годах разработал (совместно с инженером Е. И. Жуковским) способ получения чистого глинозёма из бокситов.
С 1926 года директор Горно-металлургической лаборатории. Инициатор создания (1931) Ленинградского НИИ лёгких металлов (НИИСАлюминий), в 1931—1934 годах заместитель директора НИИСа по научной части.
В 1938—1941 годах разработал новое взрывчатое вещество СИНАЛ-АК, которое широко использовалось во время Великой Отечественной войны.
В 1941—1944 в эвакуации на Урале.
Доктор технических наук (1935), профессор (1935).
Умер 2 марта 1946 года. Похоронен в Ленинграде на Волковском кладбище.
На профессорском корпусе Горного института в его честь установлена мемориальная доска.

## Награды
- Сталинская премия II степени (10 апреля 1942) — за изобретение нового вида взрывчатого вещества
- заслуженный деятель науки и техники РСФСР (1943)
- Орден Трудового Красного Знамени